# Chu trình nguyên liệu hạt nhân
Chu trình nhiên liệu hạt nhân, còn được gọi là chuỗi nhiên liệu hạt nhân, là sự tiến triển của nhiên liệu hạt nhân qua một loạt các giai đoạn khác nhau. Nó bao gồm các bước ở phần đầu, đó là chuẩn bị nhiên liệu, các bước trong thời gian bảo dưỡng mà nhiên liệu được sử dụng trong quá trình vận hành lò phản ứng và các bước ở phần cuối, cần thiết để quản lý, chứa đựng và tái chế hoặc thải bỏ nhiên liệu hạt nhân đã qua sử dụng. Nếu nhiên liệu đã qua sử dụng không được xử lý lại, chu trình nhiên liệu được gọi là chu trình nhiên liệu mở (hoặc chu trình nhiên liệu một lần); nếu nhiên liệu đã sử dụng được xử lý lại, nó được gọi là chu trình nhiên liệu khép kín.

## Khái niệm cơ bản
Năng lượng hạt nhân dựa trên vật liệu dễ phân hạch có thể duy trì phản ứng dây chuyền với neutron. Ví dụ về các vật liệu như vậy bao gồm urani và plutoni. Hầu hết các lò phản ứng hạt nhân sử dụng bộ điều tiết để giảm động năng của các neutron và tăng xác suất xảy ra phân hạch. Điều này cho phép các lò phản ứng sử dụng vật liệu có nồng độ đồng vị phân hạch thấp hơn nhiều so với mức cần thiết cho vũ khí hạt nhân. Graphit và nước nặng là những chất điều tiết hiệu quả nhất, vì chúng làm chậm các neutron thông qua các vụ va chạm mà không hấp thụ chúng. Lò phản ứng sử dụng nước nặng hoặc than chì làm chất điều tiết có thể vận hành bằng urani tự nhiên.
Lò phản ứng nước nhẹ (LWR) sử dụng nước ở dạng có trong tự nhiên và yêu cầu nhiên liệu được làm giàu đến nồng độ đồng vị phân hạch cao hơn. Thông thường, các LWR sử dụng urani được làm giàu tới 3–5% U-235, đồng vị phân hạch duy nhất được tìm thấy với số lượng đáng kể trong tự nhiên. Một thay thế cho nhiên liệu urani (LEU) làm giàu thấp này là nhiên liệu oxit hỗn hợp (MOX) được sản xuất bằng cách trộn plutoni với urani tự nhiên hoặc đã cạn kiệt, và những nhiên liệu này tạo ra một con đường để sử dụng plutoni dư thừa cấp vũ khí. Một loại nhiên liệu MOX khác liên quan đến việc trộn LEU với thori, tạo ra đồng vị phân hạch U-233. Cả plutoni và U-233 đều được tạo ra từ sự hấp thụ neutron bằng cách chiếu xạ các vật liệu màu mỡ trong lò phản ứng, đặc biệt là đồng vị urani phổ biến U-238 và thori, và có thể được tách ra từ nhiên liệu uranivà thori đã qua sử dụng trong các nhà máy tái chế.